# Black Forest Gateau
Black Forest Gateau es un recopilatorio del grupo alemán de krautrock Neu!, editado en el año 1982 en Reino Unido.
Este lanzamiento incluye siete canciones: dos de Neu! ("Hallogallo" y "Negativland"), y cinco de Neu! 75.

## Lista de temas
Todas las canciones fueron escritas por Klaus Dinger y Michael Rother.

### Lado A
1. "Hallogallo"
2. "Isi"
3. "E-Musik"

### Lado B
1. "Negativland"
2. "Seeland"
3. "Leb Wohl"
4. "After Eight"